# Monogatari (Comic-Gruppe)
Monogatari war eine im Jahre 1999 in Berlin gegründete Gruppe von Comiczeichnern. Die Mitglieder Mawil, Tim Dinter, Kathi Käppel, Jens Harder, Ulli Lust und Kai Pfeiffer waren zu jener Zeit Studenten an der Kunsthochschule Berlin-Weißensee. Die Gruppe ist nach der japanischen Erzählform Monogatari benannt. Die Gruppe Monogatari hat sich 2005 aufgelöst.

## Werke
Die Monogataris veröffentlichten gemeinsam einige Arbeiten im Eigenverlag, u. a.:
- Operation Läckerli - Comicreportagen aus Basel, Monogatari, Berlin 2004
- Monogatari 6x6 Pinups, Monogatari, Berlin 2002
- Monogatari Monster, Monogatari, Berlin 2003
- Alltagsspionage, Monogatari, Berlin 2001